# جشنواره فیلم گدنیا

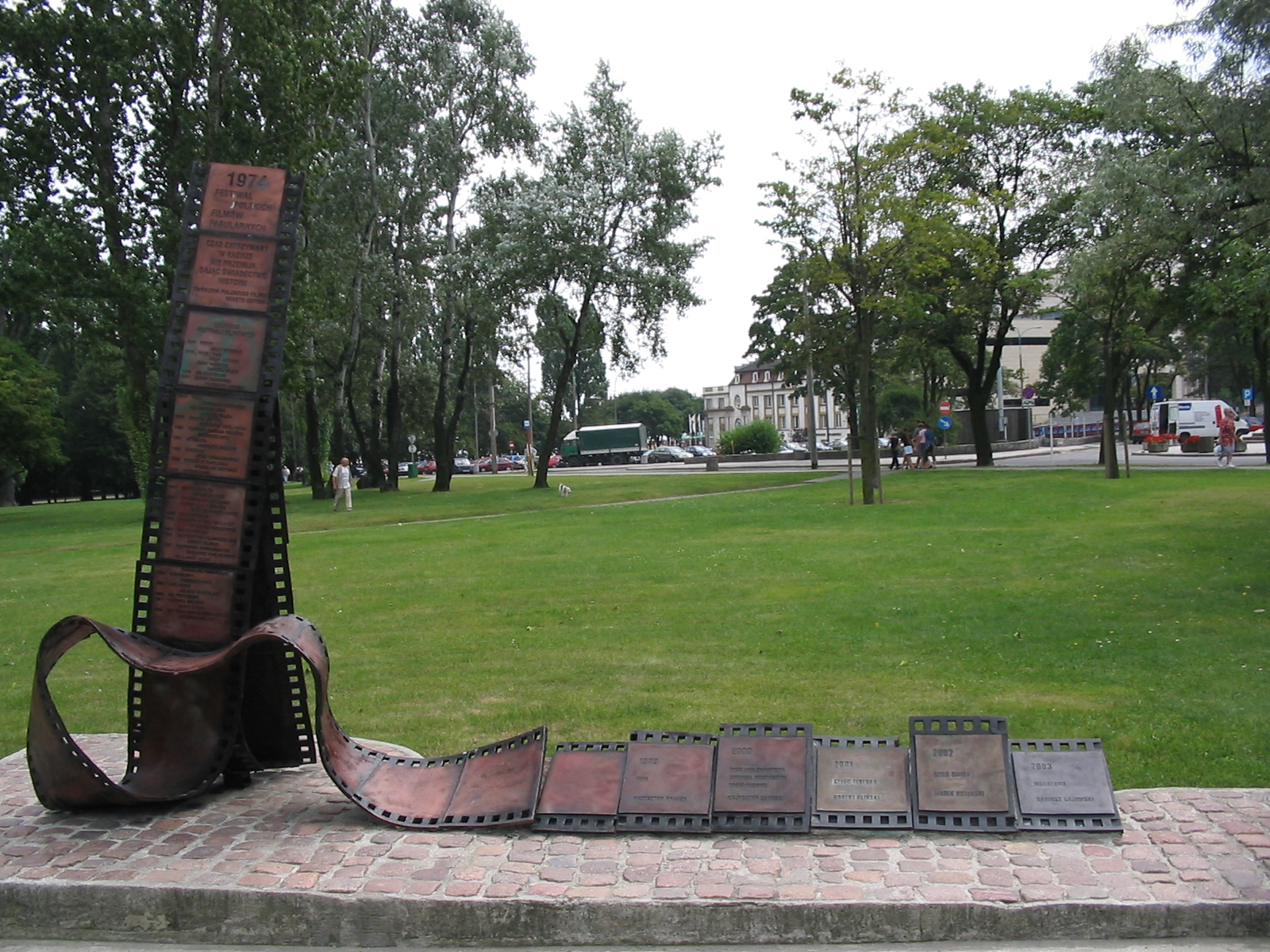
تندیس یادبود جشنواره در گِدِنیا

جشنواره فیلم لهستانی (به لهستانی: Festiwal Polskich Filmów Fabularnych) یک جشنواره فیلم سالانه است که ابتدا در گدانسک و هم‌اکنون در شهر گدنیا در شمال لهستان برگزار می‌شود. این رویداد با نام جشنواره فیلم گدنیا نیز شناخته می‌شود.
این جشنواره از سال ۱۹۷۴ هرساله به استثنای سال‌های ۱۹۸۲ و ۱۹۸۳ که حکومت نظامی در لهستان برقرار بود، به‌طور مرتب برگزار شده‌است. جایزه اصلی جشنواره فیلم لهستانی که شیر طلایی نام دارد، با جایزه عقاب‌ها که در جوایز فیلم لهستانی و جشنواره فیلم لهستانی سیاتل (سیاتل، واشینگتن خواهرخوانده گدنیا است) اهدا می‌شوند، تفاوت دارد و جدای از آن‌هاست.